# Teorema di Sard
In matematica, più in particolare in geometria, il teorema di Sard (conosciuto anche come teorema di Morse-Sard) è un teorema di fondamentale importanza nella branca della geometria chiamata teoria del grado.

## Enunciato
Il teorema di Sard afferma che:
Siano {\displaystyle \mathrm {U} \subseteq \mathbb {R} ^{d},\mathrm {V} \subseteq \mathbb {R} ^{c}} aperti e sia {\displaystyle f:\mathrm {U} \rightarrow \mathrm {V} } funzione {\displaystyle {\mathcal {C}}^{\infty }(\mathrm {U} )}. Allora {\displaystyle \mathrm {Sing} (f)\subseteq \mathrm {V} }, l'insieme dei valori singolari di {\displaystyle f}, ha misura di Lebesgue nulla (in {\displaystyle \mathbb {R} ^{c}}). 
Con l'insieme dei valori singolari intendiamo l'insieme composto dall'immagine tramite {\displaystyle f} dei punti critici di {\displaystyle f}, ossia dei punti tali che la matrice Jacobiana della funzione non ha rango massimo. 